# Homohuwelijk

Erkenning van het homohuwelijk wereldwijd
Homohuwelijk
Gelegaliseerd, maar nog niet van kracht
Geregistreerd partnerschap
Beperkte cohabitatierechten
Homohuwelijk voltrokken in andere jurisdicties erkend
Geen erkenning
- Beperkte erkenning holebikoppels in 200+ Japanse steden en 26/47 prefecturen

Een homohuwelijk is een huwelijk tussen twee personen van hetzelfde geslacht. Oorspronkelijk was het burgerlijk huwelijk formeel enkel mogelijk tussen twee personen van verschillend geslacht. Dit recht was geënt op de Napoleonistische Code civil des Français, een Burgerlijk wetboek dat ook een juridische regeling bevatte voor relaties tussen twee personen en vaak door religie opgelegde tradities bestendigde. Sinds 2001 stellen geleidelijk aan steeds meer landen het huwelijk open voor twee personen van hetzelfde geslacht. In Vlaanderen is het homohuwelijk in 2023 opgenomen in de Canon van Vlaanderen.
Nederland legaliseerde in 2001 als eerste land het homohuwelijk, in 2003 volgde België. Sindsdien is het homohuwelijk erkend door achtereenvolgens Spanje, Canada, Zuid-Afrika, Noorwegen, Zweden, Portugal, IJsland, Argentinië, Denemarken (later ook Groenland en de Faeröer), Brazilië, Frankrijk, Uruguay, Nieuw-Zeeland, Luxemburg, de Verenigde Staten, Ierland, Colombia, Finland, Malta, Duitsland, Australië, Oostenrijk, Taiwan, Ecuador, het Verenigd Koninkrijk, Costa Rica, Chili, Zwitserland, Slovenië, Cuba, Mexico, Andorra, Nepal, Estland, Griekenland, Liechtenstein en Thailand. Tot en met 2023 zijn er wereldwijd 1.352.445 homohuwelijken voltrokken. Daarvan vonden er 964.966 buiten Europa en 387.479 binnen Europa plaats, waarvan 32.709 in Nederland.
Juridisch gezien bestaat het homohuwelijk niet. Als personen van gelijk geslacht onder het burgerlijk recht kunnen trouwen, is dit dankzij de openstelling van het huwelijk voor paren van hetzelfde geslacht. Eveneens is het heterohuwelijk geen apart juridisch concept. Elk huwelijk is gelijkwaardig, ongeacht het geslacht van de partners en ongeacht hun seksuele voorkeur.
In landen die het huwelijk niet openstelden, kunnen enkel paren van verschillend geslacht trouwen, ongeacht hun seksuele voorkeur. Soms is wel een geregistreerd partnerschap mogelijk dat, afhankelijk van de wetgeving, vaak minder rechten verschaft dan het huwelijk. Landen die het homohuwelijk niet erkennen, maar wel een geregistreerd partnerschap voorzien: Bolivia, Cyprus, Hongarije, Italië, Kroatië, Letland, Monaco, Montenegro, San Marino en Tsjechië.

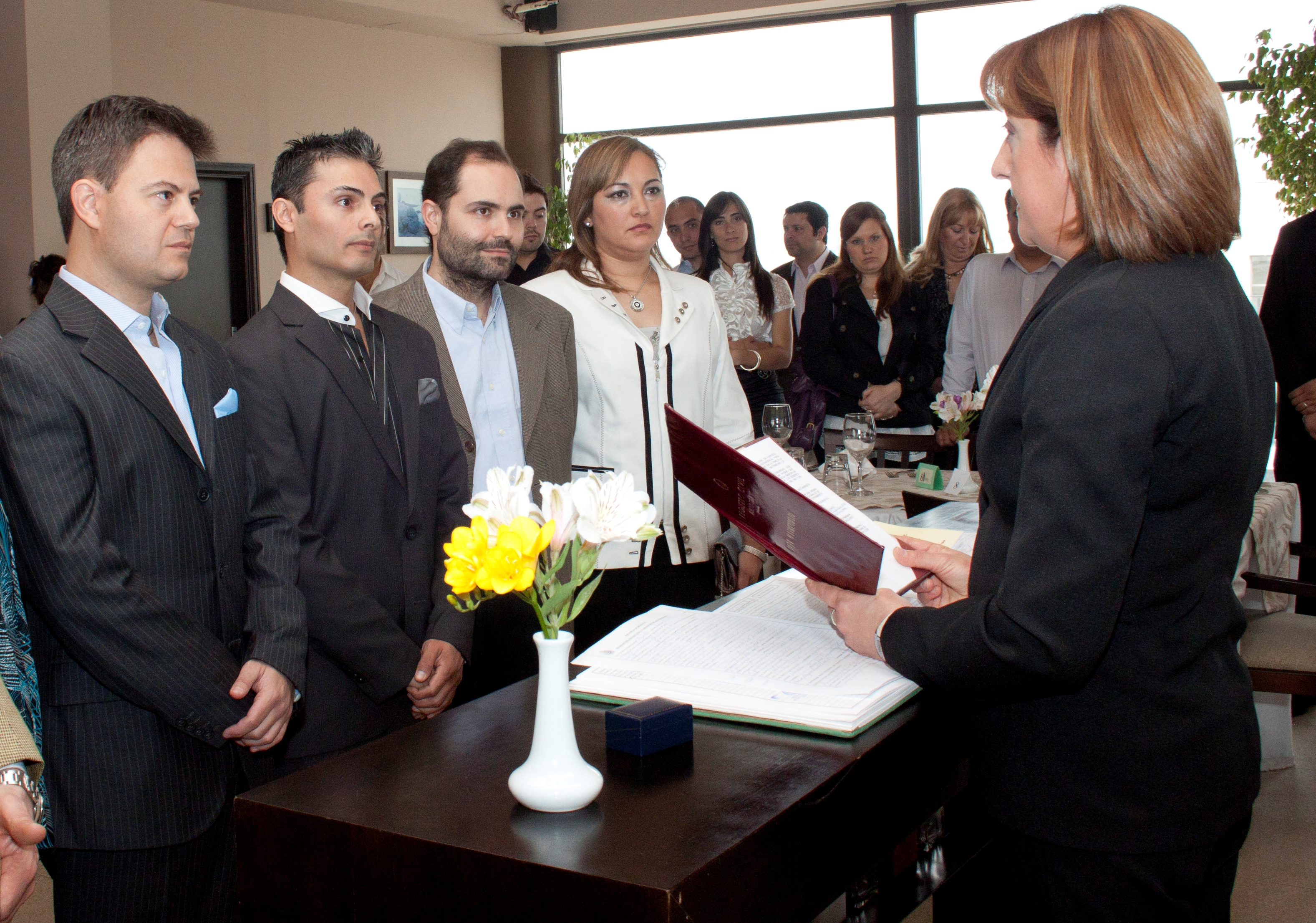
Huwelijk van de Argentijnse zanger Carlos Morell

Huwelijk tussen twee vrouwen in Zuid-Afrika

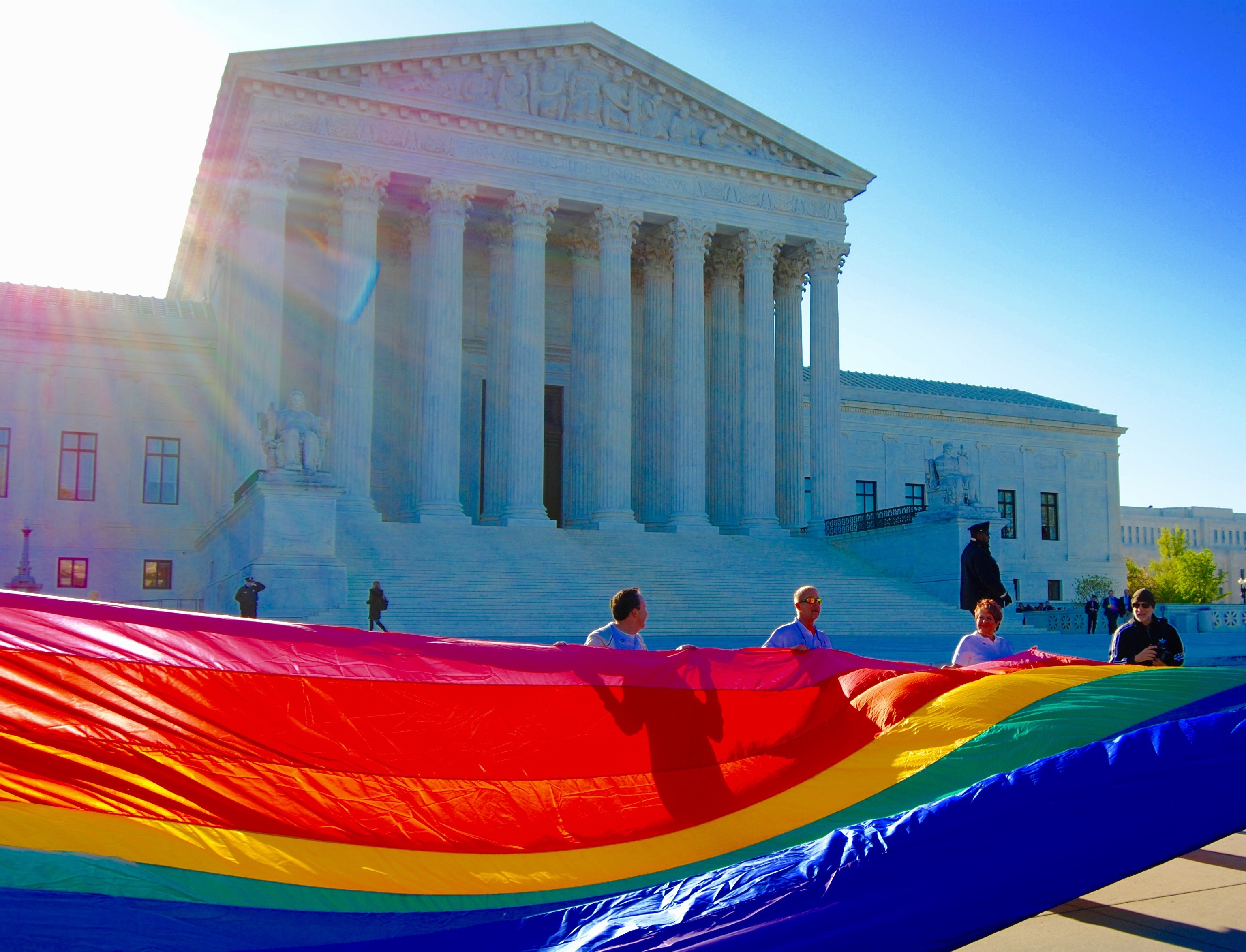
Demonstratie voor het Amerikaanse Hooggerechtshof voorafgaand aan de uitspraak in de zaak Obergefell v. Hodges

## Nationaal wettelijk erkend

### Nederland (2001-)

Erkenning homohuwelijk in Europa
Homohuwelijk
Geregistreerd partnerschap
Beperkte cohabitatierechten
Niet erkend
Grondwettelijk verbod

Het Koninkrijk der Nederlanden bestaat uit vier constituerende landen: Nederland, Aruba, Curaçao en Sint Maarten. Sinds 1 april 2001 kunnen twee personen van hetzelfde geslacht in Nederland met elkaar trouwen. Nederland stelde als eerste land ter wereld het huwelijk open. Toenmalig Amsterdams burgemeester Job Cohen voltrok het eerste homohuwelijk in de Stopera. De Nederlandse wetgeving gold niet meteen in de drie andere landen van het koninkrijk.
Na hun staatkundige herindeling op 10 oktober 2010 en een overgangsperiode van twee jaar, stemden Bonaire, Sint Eustatius en Saba (Caribisch Nederland) hun wetgeving af op de Nederlandse. Sinds eind 2012 is de nieuwe huwelijkswetgeving er van kracht en het homohuwelijk legaal.
Aruba en Curaçao legaliseerden het homohuwelijk op 12 juli 2024 via een arrest van de Hoge Raad. Enkel op Sint Maarten is het vooralsnog niet legaal.

### België (2003)
België erkent het homohuwelijk op basis van de wet van 13 februari 2003 tot openstelling van het huwelijk voor personen van het hetzelfde geslacht sinds 1 juni 2003. Deze omvat dezelfde rechten en plichten als een huwelijk tussen personen van verschillend geslacht. Sinds 24 januari 2004 maakt een omzendbrief van minister Laurette Onkelinx een huwelijk met een partner uit een land dat het homohuwelijk niet erkent ook mogelijk. Deze regeling is later ook bij wet bevestigd (Wetboek Internationaal Privaatrecht). Het eerste homohuwelijk in België vond op 6 juni 2003 plaats in Kapellen tussen twee vrouwen. Sinds 18 mei 2006 kunnen holebi's in België ook adopteren.

### Spanje (2005)
Spaans premier José Luis Rodríguez Zapatero bracht op 21 april 2005 de homohuwelijkswet voor het eerst naar het Congres. De senaat stemde tegen, maar een tweede stemming van het Congres op 30 juni 2005 herriep die beslissing en keurde de wet met 187 tegen 147 stemmen goed, ondanks protest van vooral de conservatieve PP en de Katholieke Kerk in Spanje. Hoewel de weerstand van PP sterk afzwakte, blijft de Katholieke Kerk het homohuwelijk afkeuren. De wet was een mijlpaal voor homorechten in Spanje, dat homoseksualiteit van 1954 tot 1979 verbood. Op 3 juli kreeg de wet rechtskracht en op 11 juli 2005 trouwde in Spanje het eerste homokoppel in Tres Cantos in de provincie Madrid.

### Canada (2003-2005)
Wet C-38 legaliseerde het homohuwelijk in heel Canada en kreeg op 20 juli 2005 koninklijke bekrachtiging. De senaat keurde de destijds controversiële wet op 28 juni goed, met 158 stemmen voor en 133 tegen. Canada omarmde als vierde land het homohuwelijk. Eerder voerden Ontario en Brits-Columbia (2003), Québec, Yukon, Manitoba, Nova Scotia, Saskatchewan en Newfoundland en Labrador (2004) en New Brunswick (2005) het homohuwelijk al in. Toenmalig premier van Alberta, Ralph Klein, probeerde tevergeefs het homohuwelijk in Alberta tegen te houden. De Northwest Territories, Prince Edward Island en Nunavut stonden het vanaf 20 juli 2005 vrijwillig toe.

### Zuid-Afrika (2006)
Zuid-Afrika volgde in 2006 het arrest van het Constitutioneel Hof van Zuid-Afrika in de zaak Minister van Binnenlandse Zaken v. Fourie van 1 december 2005. Het Hof oordeelde unaniem dat het huwelijk zoals gedefinieerd in het Rooms-Hollands recht en de Huwelijkswet (1961) ongrondwettelijk is, omdat holebikoppels geen toegang hadden tot de status en voordelen van het burgerlijk huwelijk. De rechters verwezen naar de Zuid-Afrikaanse grondwet, die discriminatie op basis van seksuele geaardheid expliciet verbiedt. Het Parlement van Zuid-Afrika kreeg 12 maanden om de wet te wijzigen. Een ruime meerderheid (230 tegen 41) van de Nationale Vergadering stemde op 14 november 2006 in met de openstelling van het huwelijk. De Nationale Raad van Provincies (36 stemmen voor, 11 tegen) volgde op 28 november 2006. Op 30 november 2006 ondertekende vicepresident Phumzile Mlambo-Ngcuka de wet die het homohuwelijk toeliet, net voor de termijn die het Hof gesteld had verstreek.

### Noorwegen (2009)
In Noorwegen legaliseerde het parlement op 11 juni 2008 het homohuwelijk dat op 1 januari 2009 inging. In januari 2017 besloot de Noorse Lutherse Kerk om ook homohuwelijken te voltrekken. Het geregistreerd partnerschap voor homostellen bestond al sinds 1993. Nu zowel het partnerschap als huwelijk mogelijk zijn, verkiezen partners van gelijk geslacht vooral het huwelijk.

### Zweden (2009)
Zweden legaliseerde het homohuwelijk op 1 mei 2009 en was daarmee het vijfde Europese land waar homokoppels konden trouwen. Het nam de wet aan met 226 stemmen voor en 22 tegen. Veel stellen in een geregistreerd partnerschap kozen ervoor om dit om te zetten in een huwelijk.

### Portugal (2010)
Na jaren van debat keurde het parlement in Portugal op 8 januari 2010 een wet goed die het homohuwelijk legaliseerde. De wet trad op 1 april 2010 in werking, maar zorgde voor een dispuut inzake het adoptierecht, aangezien dit niet was inbegrepen. Politieke partijen en organisaties gelieerd aan de Katholieke Kerk hadden dit verhinderd. In februari 2016 echter vond de centrumlinkse regering van premier António Costa toch een meerderheid in het parlement om het adoptierecht te verbreden. De regering maakte adoptie voor holebi's prioritair en verwierp hiervoor zelfs een presidentieel veto.

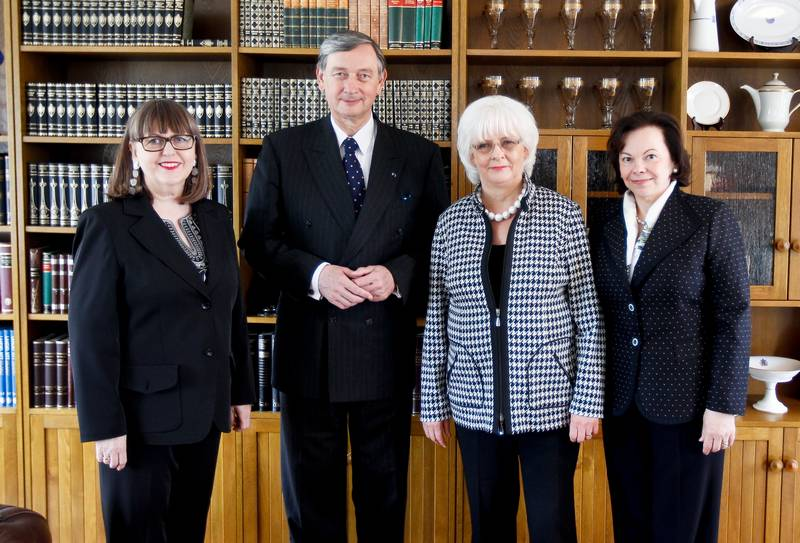
Premier Jóhanna Sigurðardóttir van IJsland en president Danilo Türk van Slovenië, beiden met hun vrouw

### IJsland (2010)
Het Alding (IJslands parlement) keurde op 11 juni 2010 unaniem de openstelling van het huwelijk voor paren van gelijk geslacht goed. De wet, die het huwelijk voortaan geslachtsneutraal invult, ging in op 27 juni 2010. Op de dag van de legalisatie van het homohuwelijk, trouwde premier Jóhanna Sigurðardóttir met haar vriendin en trad zo als eerste regeringsleider ter wereld in een homohuwelijk.

### Argentinië (2010)
In Argentinië keurde de senaat het homohuwelijk goed op 14 juli 2010, nadat eerder de Kamer van Volksvertegenwoordigers groen licht gaf. De Argentijnse senatoren debatteerden veertien uur over de wetgeving, terwijl voor- en tegenstanders demonstreerden bij het parlement. Vooral de Katholieke Kerk en andere conservatieve organisaties protesteerden fel tegen de wetgeving. De centrumlinkse regering van Cristina Fernández de Kirchner en verschillende mediafiguren steunden het voorstel.

### Denemarken (2012-2017)
Het Koninkrijk Denemarken bestaat uit drie constituerende landen (Denemarken, Groenland en de Faeröer) die elk zelfstandig bevoegd zijn over de huwelijkswetgeving op hun grondgebied. Sinds 15 juni 2012 staat Denemarken het homohuwelijk toe. De linkse regering van premier Helle Thorning-Schmidt voerde de wet in, maar deze geldt niet in de andere landen van het koninkrijk.

#### Groenland (2016)
Groenland wilde het homohuwelijk in 2010 invoeren, maar besloot te wachten op Denemarken. Na enige vertraging door politieke strubbelingen, voerde de Groenlandse regering op 27 mei 2015 het homohuwelijk in. De wet trad op 1 april 2016 in werking.

#### Faeröer (2017)
Het parlement van de Faeröer stemde op 29 april 2016 voor de invoering van het homohuwelijk met 19 stemmen voor en 14 tegen en nam hiermee de Deense huwelijkswetgeving over, met als uitzondering dat de kerk van de Faeröer niet verplicht is homohuwelijken te sluiten. Hoewel slechts een formaliteit, ratificeerde de Deense regering de nieuwe huwelijkswetgeving van de Faeröer op 3 mei 2017. Sinds 1 juli 2017 kunnen partners van gelijk geslacht er ook daadwerkelijk trouwen.

### Brazilië (2012-2013)
In 2011 oordeelde het Federale Hooggerechtshof van Brazilië dat het huwelijk beperken tot heterokoppels ongrondwettelijk is en dat holebikoppels recht hebben op soortgelijke partnerschappen. Sindsdien werden in specifieke rechtszaken partnerschappen omgezet in huwelijken. Een aantal deelstaten van Brazilië wijzigden in 2012/2013 de huwelijksprocedure en stond vanaf dan ook huwelijken tussen personen van hetzelfde geslacht toe zonder tussenkomst van een rechter. Dit was het geval in het Federaal District en twaalf van de 26 deelstaten, namelijk Alagoas, Bahia, Ceará, Espírito Santo, Mato Grosso do Sul, Paraíba, Paraná, Piauí, Rondônia, Santa Catarina, São Paulo en Sergipe. Op 14 mei 2013 besliste de Nationale Raad voor Justitie (Conselho Nacional de Justiça) dat geen enkele ambtenaar mag weigeren een huwelijksakte te verlenen aan een koppel van hetzelfde geslacht, wat het homohuwelijk legaliseerde in heel het land.

### Frankrijk (2013)
In 2011 verwierp Frankrijk een wetsvoorstel omtrent het homohuwelijk. Bij de presidentsverkiezingen in 2012 beloofde François Hollande een nieuw voorstel te steunen. Zijn Parti Socialiste behaalde een parlementaire meerderheid. De Nationale Vergadering keurde de wet goed op 12 februari 2013 en de senaat op 12 april 2013. Op 23 april 2013 keurde de Nationale Vergadering de geamendeerde versie goed. Enkele conservatieve parlementsleden vroegen echter de Grondwettelijke Raad om de wet te controleren. Deze bleek volledig grondwettelijk, waarna president Hollande hem ondertekende. Op 29 mei trouwden de eerste twee mannen onder politiebeveiliging. De Franse overzeese gebieden volgen de Franse huwelijkswetgeving, dus geldt het homohuwelijk ook in Mayotte, Réunion, Frans-Guyana, Guadeloupe, Martinique, Frans-Polynesië, Saint-Barthélemy, Saint-Pierre en Miquelon, Sint-Maarten, Wallis en Futuna, de Franse Zuidelijke en Antarctische Gebieden en Nieuw-Caledonië.

### Uruguay (2013)
In december 2012 keurde de Kamer van Afgevaardigden van Uruguay met ruime meerderheid (81 op 87 aanwezige parlementsleden) een wet goed betreffende de invoering van het homohuwelijk. De senaat volgde op 3 april 2013 (23 tegen 8 stemmen) en de Kamer van Afgevaardigden keurde de geamendeerde versie van de senaat goed op 10 april 2012. De president gaf eerder al aan het wetsvoorstel te steunen en ondertekende op 3 mei de wet, die op 5 augustus in werking trad. Het eerste huwelijk vond dezelfde dag plaats in de hoofdstad Montevideo.

### Nieuw-Zeeland (2013-)
De Realm of New Zealand bestaat uit vier constituerende landen (Nieuw-Zeeland, Niue, Tokelau en de Cookeilanden) waarvan enkel Nieuw-Zeeland het homohuwelijk erkent. Na het geregistreerd partnerschap in 2005 kwam in mei 2012 een wetsvoorstel voor het homohuwelijk. Een eerste lezing in augustus 2012 kreeg 80 stemmen voor, 40 tegen. Bij de tweede en derde lezing op 13 maart 2013 en de eindstemming op 17 april 2013 stemden telkens 77 voor en 44 tegen. De gouverneur-generaal van Nieuw-Zeeland gaf koninklijke bekrachtiging op 19 april en op 19 augustus trad de wet in werking. Sinds de invoering van het homohuwelijk trouwden ook veel buitenlandse koppels in Nieuw-Zeeland. In 2016 traden 483 koppels van gelijk geslacht uit Nieuw-Zeeland in een huwelijk of geregistreerd partnerschap, tegenover 471 overzeese koppels, waarvan 58% uit Australië en 17% uit China kwam.

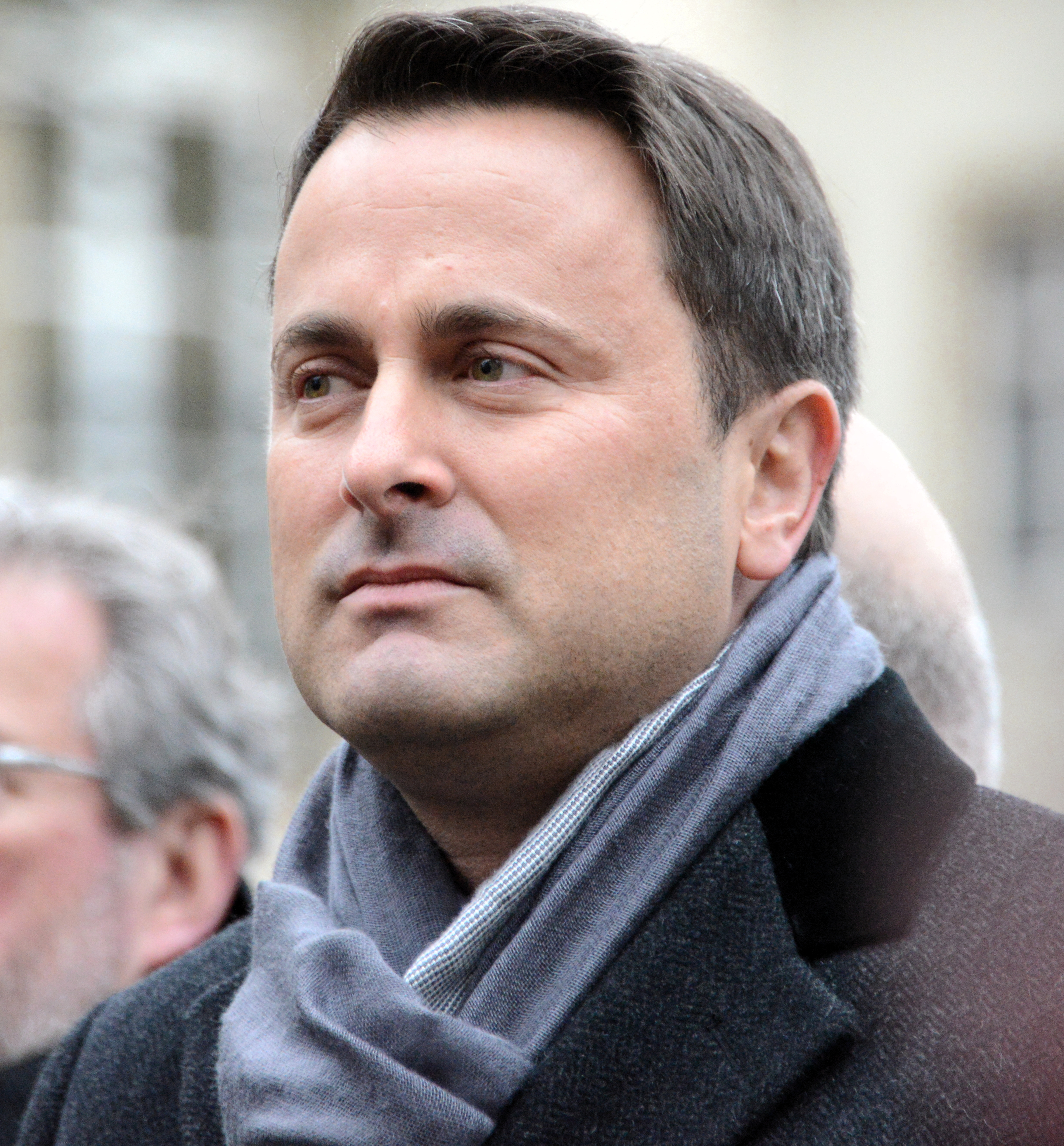
De Luxemburgse premier X. Bettel

### Luxemburg (2015)
De Luxemburgse regering wilde in 2009 het homohuwelijk legaliseren en diende in 2010 een wetsontwerp in, maar de regering viel en nieuwe verkiezingen in oktober 2013 vertraagde de behandeling ervan tot in 2014. Op 18 juni 2014 keurde de Kamer van Afgevaardigden het ontwerp goed met 56 stemmen voor en 4 tegen. De wet trad op 1 januari 2015 in werking. Op 15 mei 2015 trad premier Xavier Bettel als eerste EU-regeringsleider in een homohuwelijk.

### Verenigde Staten (2004-2015)

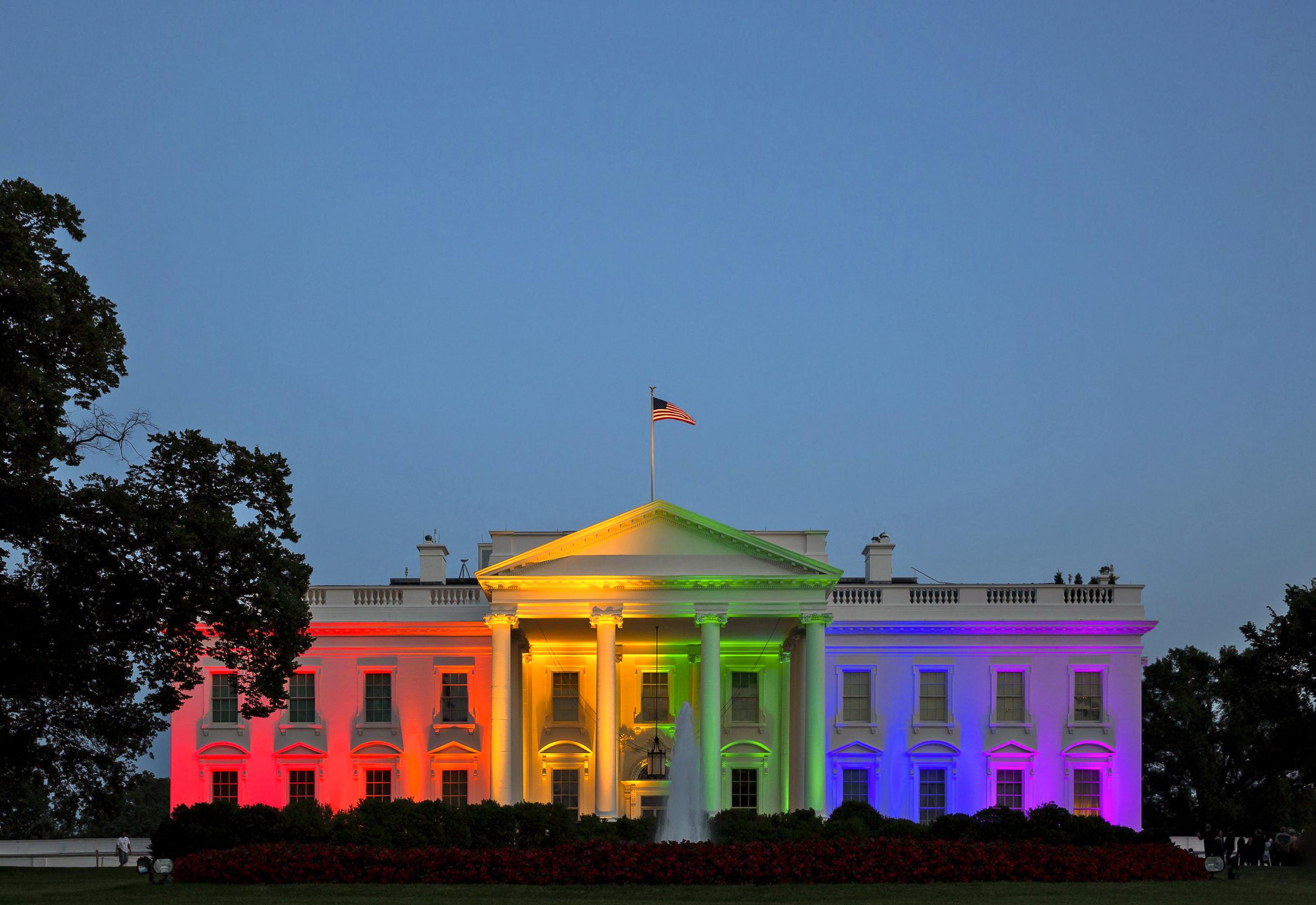
Het Witte Huis na de uitspraak in Obergefell v. Hodges

In de Verenigde Staten (VS) zijn de deelstaten bevoegd voor het huwelijk, niet de federale overheid. Burgerrechtenbewegingen voerden al in de jaren 70 campagne voor het homohuwelijk. De federale overheid erkende oorspronkelijk enkel huwelijken tussen man en vrouw, door de Defense of Marriage Act (DOMA) van 1996. Huwelijken voltrokken op lokaal initiatief waren dus ongrondwettelijk. Op 26 juni 2013 verklaarde het Hooggerechtshof in de zaak United States v. Windsor echter sectie 3 van de DOMA ongrondwettelijk en zo alle huwelijken gelijkwaardig voor de federale overheid.
Voor 26 juni 2015 erkenden 37 staten, Washington D.C. en het niet-onafhankelijke territorium Guam het homohuwelijk. Daarnaast kenden diverse staten het geregistreerd partnerschap of andere wettelijke bescherming voor koppels van hetzelfde geslacht. Californië kent een bijzondere geschiedenis; in juni 2008 stelde het Hooggerechtshof van Californië dat het homohuwelijk legaal was, maar enkele maanden later werd het via Proposition 8 verboden in de grondwet van Californië. Een federale rechtbank verklaarde dit in 2010 strijdig met de federale grondwet. Het Hof van Beroep voor het 9e circuit bevestigde dit in 2012 evenals het federale Hooggerechtshof op 26 juni 2013. Dit legaliseerde het homohuwelijk weer in Californië.
Op 26 juni 2015 oordeelde het Hooggerechtshof van de Verenigde Staten in de zaak Obergefell v. Hodges dat het veertiende amendement van de Grondwet van de Verenigde Staten de overige dertien staten verplicht het homohuwelijk en huwelijken gesloten in andere jurisdicties te erkennen. Een meerderheid van vijf tegen vier opperrechters stelde de verzoekers in het gelijk. Dit arrest legaliseerde het homohuwelijk in elke Amerikaanse staat. Daarna voerden ook de meeste afhankelijke territoria van de VS het homohuwelijk in: de Noordelijke Marianen op 29 juni 2015, de Amerikaanse Maagdeneilanden op 9 juli 2015 en Puerto Rico op 13 juli 2015.
Amerikaans-Samoa erkent als enige afhankelijk territorium het homohuwelijk niet.

### Ierland (2015)
Op 22 mei 2015 stemde Ierland als eerste land per referendum over het homohuwelijk. Van de stemgerechtigden sprak circa 62% zich uit voor een grondwetswijziging. Dit resulteerde op 16 november 2015 in de wet die het homohuwelijk legaliseerde.

### Colombia (2016)
Het Hooggerechtshof van Colombia stelde in juni 2011 dat het Congres binnen twee jaar met een oplossing moest komen omtrent partnerschappen tussen personen van hetzelfde geslacht. Toen deze termijn verstreek, volgde tweeënhalf jaar juridische onzekerheid. Sommigen oordeelden dat een homokoppel legaal kon trouwen, anderen stelden van niet. Het Hooggerechtshof oordeelde in 2016 dat huwelijken tussen personen van hetzelfde geslacht legaal zijn. Dit besluit ging in op 28 april 2016 en beëindigde de jarenlange onzekerheid rond het homohuwelijk.

### Finland (2017)
Finland introduceerde in 2002 het geregistreerd partnerschap. In 2014 steunden in een burgerinitiatief circa 160.000 kiesgerechtigde Finnen het legaliseren van het homohuwelijk. Dergelijke burgerinitiatieven vereisen minimaal 50.000 steunbetuigingen. Na het parlement keurde ook de president een wetsvoorstel in februari 2015 goed. De wet is per 1 maart 2017 van kracht. Dankzij het geslachtsneutrale huwelijk mogen homokoppels ook kinderen adopteren en kunnen ze dezelfde achternaam dragen.

### Malta (2017)
Ondanks fel protest van de Katholieke Kerk in Malta stond het parlement op 14 april 2014 het geregistreerd partnerschap toe. Homokoppels kregen dezelfde rechten als heteroparen, inclusief adoptierechten, maar exclusief de term 'huwelijk'. Volgend op de partnerschapswet van 2014, nam Malta op 12 juli 2017 met 66 stemmen voor en één stem tegen wetgeving aan die het huwelijk openstelt voor personen van hetzelfde geslacht. Edwin Vassallo van de centrumrechtse Partit Nazzjonalista stemde tegen. Premier Joseph Muscat maakte zijn verkiezingsbelofte waar om bij herverkiezing deze wet als eerste voor te leggen in het parlement. Malta legaliseerde als 12e EU-lidstaat en 23e land wereldwijd het homohuwelijk. De wet trad op 1 september 2017 in werking.

### Duitsland (2017)
Duitsland debatteerde jarenlang over het homohuwelijk. De meeste politieke partijen waren voorstander, maar de coalitieregering geleid door CDU/CSU hield dit lang tegen. De ommezwaai kwam er in juni 2017 toen bondskanselier Angela Merkel (CDU) in een interview zei dat een stemming over het homohuwelijk een gewetenskwestie is waarover elk parlementslid zelf mag beslissen. Hierop dienden de SPD, Die Grünen en Die Linke meteen een wetsvoorstel in om het huwelijk open te stellen. Amper een week later nam de Bondsdag op 30 juni 2017 het wetsvoorstel aan met 393 stemmen voor, 226 tegen (waaronder Merkel zelf) en 4 onthoudingen. Op 21 juli 2017 ondertekende president Frank-Walter Steinmeier de wet die sinds 1 oktober 2017 van kracht is.

### Australië (2017)
Australië was het laatste grote Engelstalige land dat het homohuwelijk niet erkende. Eind 2017 organiseerde de regering een nationale peiling waarin de Australiërs zich uitspraken over het homohuwelijk. 79% van de stemgerechtigden bracht zijn stem uit en 61,6% van hen stemde vóór het homohuwelijk. Zoals eerder beloofd, respecteerde de regering de uitkomst van de peiling en diende ze onmiddellijk een wetsvoorstel in dat premier Malcolm Turnbull nog voor eind 2017 door het parlement kreeg. Op 7 december 2017 keurde een overgrote meerderheid van het parlement de wet goed.

### Oostenrijk (2019)
In 2010 voerde Oostenrijk het geregistreerd partnerschap voor holebikoppels in. Een lesbisch koppel dat al een geregistreerd partnerschap had, stapte naar de rechter nadat Weense ambtenaren meermaals weigerden hen te trouwen. Het Constitutioneel Hof stelde in december 2017 dat er sprake was van discriminatie en gaf de regering een jaar om het huwelijk open te stellen. De coalitie van de uiterst rechtse FPÖ en de conservatieve ÖVP, beide tegenstanders van het homohuwelijk, ondernam geen initiatief, waardoor dit arrest automatisch in werking trad op 1 januari 2019. Het huwelijk is echter enkel open voor koppels waarvan beide partners de nationaliteit hebben van een land dat het homohuwelijk erkent.

### Taiwan (2019)
Taiwan legaliseerde op 17 mei 2019 als eerste Aziatische land het homohuwelijk, maar enkel voor koppels waarvan beide partners de nationaliteit hebben van een land dat het homohuwelijk erkent. De wet ging in op 24 mei 2019, twee jaar na de uitspraak van het Hooggerechtshof van Taiwan die de toenmalige huwelijkswetgeving ongrondwettelijk verklaarde en het parlement tot 24 mei 2019 de tijd gaf om het huwelijk open te stellen. Adoptie is vooralsnog niet mogelijk. Momenteel (januari 2021) ligt een voorstel op tafel om de openstelling uit te breiden naar alle andere nationaliteiten, uitgezonderd de Chinese.

### Ecuador (2019)
In januari 2018 oordeelde het IACHR dat elk land dat de Amerikaanse Mensenrechtenconventie ondertekende en dus de jurisdictie van deze rechtbank erkent, het huwelijk moet openstellen voor holebi's. Echter, enkel Costa Rica ging op die uitspraak in. In enkele landen, waaronder Ecuador, boog het Hooggerechtshof zich over de kwestie. Een eerste stemming, met slechts acht opperrechters aanwezig, eindigde in een 4-4 stand. Op 12 juni 2019 stemden negen rechters (5-4) voor de openstelling van het huwelijk. Op 8 juli 2019 trad het vonnis in werking en konden holebi's er trouwen maar niet adopteren.

### Verenigd Koninkrijk (2013-2020)
Het Verenigd Koninkrijk bestaat uit vier constituerende landen (Engeland, Schotland, Wales en Noord-Ierland). Verder zijn er drie kroongebieden (het eiland Man in de Ierse Zee en de Kanaaleilanden Jersey en Guernsey) en veertien Overzeese Territoria, die geen integraal deel zijn van het Verenigd Koninkrijk als Natiestaat. Elke entiteit is autonoom bevoegd over de huwelijkswetgeving, dus ook het homohuwelijk.

#### Constituerende landen
De vier constituerende landen erkennen het homohuwelijk.
De minister voor Vrouwen en Gelijkheden in Engeland en Wales diende in januari 2013 een wet in die het homohuwelijk mogelijk maakte. Op 21 mei 2013 keurde het Lagerhuis de wet goed (366 voor, 161 tegen) en op 15 juli 2013 volgde het Hogerhuis. De Marriage (Same Sex Couples) Act 2013 kreeg koninklijke bekrachtiging op 17 juli 2013 en trad op 29 maart 2014 in werking.
De Schotse regering hield in 2011 een raadpleging over het homohuwelijk en kondigde daarop op 25 juli 2012 wetgeving aan. Op 27 juni 2013 diende ze de Marriage and Civil Partnerships (Scotland) Bill in het Schots Parlement in en op 20 november stemde dit voor het wetsontwerp (98-5, 5 onthoudingen). Daarna besprak een commissie de wet en keurde het parlement ze goed (105-18) op 4 februari 2014. Kerken zijn vrij om homohuwelijken al dan niet te sluiten. De wet kreeg koninklijke bekrachtiging op 12 maart 2014 en ging in op 16 december 2014.
Noord-Ierland (NI) kende tot 2020 enkel het geregistreerd partnerschap. Sinn Fein (SF) pleitte al jaren voor het homohuwelijk, tot de stemming van 2 november 2015 een parlementaire meerderheid opleverde. De conservatief-christelijke Democratic Unionist Party (DUP) blokkeerde de wetgeving echter via een petition of concern. SF weigerde na de verkiezingen van 2017 een regering te vormen zonder invoering van het homohuwelijk. Het centrale parlement in Westminster beheerde sindsdien de lopende zaken van NI en stemde op 9 juli 2019 voor het homohuwelijk in NI indien NI geen regering vormde voor 21 oktober 2019. Dit lukte niet en de Britse regering tekende op 19 december 2019 wetgeving die het huwelijk openstelde op 13 januari 2020.

#### Brits Kroonbezit
In de drie Britse kroongebieden is het homohuwelijk legaal.
Het eiland Man voerde het homohuwelijk in op 22 juli 2016. Eerste minister, Allan Bell, verwelkomde de wet en sprak van een historisch moment. De wet breidde het geregistreerd partnerschap ook uit naar heterokoppels. Het Baljuwschap Guernsey in Het Kanaal bestaat uit drie eilanden met autonome huwelijkswetgeving. Het hoofdeiland Guernsey stelde het huwelijk open op 2 mei 2017. Alderney stond op 13 december 2017 het homohuwelijk toe, de wet trad in op 14 juni 2018. Sark stemde op 2 oktober 2019 als laatste Kroonbezit een motie ter openstelling van het huwelijk. Op 17 december 2019 keurde het dit goed, de Kroonraad bekrachtigde dit op 11 maart 2020 en de wet trad in op 23 april 2020. Jersey, eveneens in Het Kanaal, wijzigde in september 2015 zijn wetgeving zodat holebi's er mogen trouwen. Het keurde de wet goed (43-1) op 1 februari 2018, op 1 juli 2018 trad ze in werking. Een amendement dat zou toestaan om homokoppels diensten te weigeren uit religieuze overtuiging, haalde het niet.

#### Britse overzeese gebieden
Het homohuwelijk is legaal in acht van de veertien Britse Overzeese Territoria.
Sinds 3 juni 2014 is het homohuwelijk open voor de militairen op de overzeese bases Akrotiri en Dhekelia en het Brits Indische Oceaanterritorium. Op 10 september 2016 vond op Dhekelia het eerste homohuwelijk op een basis plaats. De onbewoonde overzeese gebieden Brits Antarctisch Territorium en Zuid-Georgia en de Zuidelijke Sandwicheilanden erkennen het homohuwelijk via de Britse huwelijkswet van 2014.
De Pitcairneilanden (met 54 inwoners en geen holebi's) stelden het huwelijk open op 15 mei 2015, ook voor buitenlandse homokoppels. Het parlement van Gibraltar stemde op 15 december 2016 unaniem voor het homohuwelijk. De Falklandeilanden stemden op 30 maart 2017 om de huwelijkswet te hervormen en openden op 13 april 2017 het huwelijk en geregistreerd partnerschap voor zowel homo- als heterokoppels. De drie eilanden van het overzeese gebied Sint-Helena, Ascension en Tristan da Cunha zijn autonoom inzake huwelijkswetgeving. Ascension opende op 1 januari 2017 het huwelijk. Tristan da Cunha amendeerde op 4 augustus 2017 deze verordening. Op 20 december 2017 volgde het hoofdeiland Sint-Helena, wat het homohuwelijk legaliseerde in het hele overzeese gebied.
In 2016 verwierp Bermuda per referendum het homohuwelijk en samenlevingscontracten. De opkomst was te laag om geldig te zijn, maar de regering accepteerde het resultaat. Een koppel trok hierop naar het Hooggerechtshof van Bermuda, dat op 5 mei 2017 oordeelde dat het huwelijk beperken tot heteroparen ingaat tegen de Mensenrechten en stelde het huwelijk wettelijk open. In juli 2017 verving de regering deze wet door het geregistreerd partnerschap. De senaat aanvaardde dit en in februari 2018 tekende de gouverneur van Bermuda de wet die het homohuwelijk afschafte vanaf 1 juni 2018. Echter op 6 juni verklaarde het grondwettelijk hof dit nietig. De regering tekende beroep aan, maar het Hof verwierp dit op 23 november 2018 en legaliseerde het homohuwelijk weer. De regering ging in hoger beroep bij de Kroonraad, die de regering op 14 maart 2022 gelijk gaf en het homohuwelijk weerom afschafte.
De zes anderen staan het homohuwelijk niet toe: Anguilla, Bermuda, Britse Maagdeneilanden, Kaaimaneilanden, Turks- en Caicoseilanden en Montserrat.

### Costa Rica (2020)
Costa Rica erkende tot 26 mei 2020 enkel beperkte samenlevingscontracten voor homokoppels. In 2016 vroeg de regering van president Luis Guillermo Solis het Inter-Amerikaans Hof voor de Rechten van de Mens (IACHR) of ze homohuwelijken moet erkennen en transgenders toestaan hun geslacht en naam aan te passen. Op 9 januari 2018 oordeelde het IACHR dat holebi- en transgenderrechten wettelijk gelijk moeten zijn aan die van hetero's, net als elke vorm van relatieregistratie, inclusief het huwelijk. Op 8 augustus 2018 oordeelde het Hooggerechtshof van Costa Rica dat de regering de uitspraak van het IACHR moest omzetten in wetgeving voor 26 mei 2020. De regering ondernam geen actie, waardoor dit automatisch gebeurde op de voorziene datum.

### Chili (2022)
In 2017 diende voormalig presidente, Michelle Bachelet van de Partido Socialista de Chile, een wetsvoorstel in in het Nationaal Congres voor openstelling van het huwelijk. Ondanks de krappe meerderheid van voorstanders in zowel Kamer van Afgevaardigden als senaat en de steun van de uitspraak van het IACHR begin 2018, vond president Piñera het homohuwelijk geen prioriteit. De senaatsvoorzitter plaatste het thema in 2019 toch weer op de agenda en de senaat nam op 15 januari 2020 het voorstel aan (22-16, 1 onthouding). Sinds juli 2021 steunde Piñera wel een snelle invoering van het homohuwelijk. Het huis van afgevaardigden keurde de wet finaal goed op 7 december 2021 en Piñera ondertekende hem op 9 december 2021. Het homohuwelijk ging officieel in op 10 maart 2022.

### Zwitserland (2022)
Zwitserland kent een zeer traag legislatief proces. In 2015 nam de Grünliberale Partei een parlementair initiatief om het huwelijk open te stellen. Dit als reactie op het voorstel van de Christendemocratische Volkspartij (CVP) om samenwonenden dezelfde belastingvoordelen te geven als echtparen, maar het huwelijk in de grondwet te verankeren als unie tussen man en vrouw. In 2015 keurden de rechtscommissie van de Nationale Raad en de Kantonsraad het initiatief goed. De Bondsvergadering stelde in 2017 de beslissing met twee jaar uit. Op 24 februari 2019 keurde de Nationale Raad het initiatief goed en startte een consultatieronde bij de Zwitserse partijen. Deze eindigde op 21 juni 2019 en allen gaven aan voorstander te zijn van het homohuwelijk (behalve de CVP). Na goedkeuring van de Federale Raad, volgde het parlement op 11 juni 2020 en de senaat op 1 december 2020. De finale goedkeuring van alle amendementen kwam op 18 december 2020. Opposanten slaagden er echter in om de vereiste 50.000 handtekeningen te verzamelen voor een referendum, dat plaatsvond op 26 september 2021. De wet bleef overeind met 64% voor het homohuwelijk en trad in werking op 1 juli 2022.

### Slovenië (2022)
Op 3 maart 2015 keurde het Sloveense parlement een wet goed die het huwelijk open zou stellen voor koppels van hetzelfde geslacht. Echter, de conservatieve oppositie dwong een referendum en op 15 december 2015 verwierp een meerderheid (54.55%) van het volk de wet. Op 8 juli 2022 legaliseerde het grondwettelijk hof met onmiddellijke ingang het homohuwelijk en gaf het de regering 6 maanden de tijd om wetgeving op te stellen omtrent de openstelling van het huwelijk. De regering verwelkomde het arrest en stemde op 17 juli wetgeving die het arrest van het grondwettelijk hof verankerde.

### Cuba (2022)
In mei 2019 kondigde de regering van Cuba haar plannen aan voor een grondwetswijziging die ook de openstelling van het huwelijk voor paren van hetzelfde geslacht omvatte. Het parlement keurde op 21 december 2021 een eerste versie van de nieuwe grondwet goed. Na publieke consultaties volgde een finale goedkeuring op 22 juli 2022 en werd op 25 september 2022 een referendum gehouden waarin de bevolking met 67% instemde met de nieuwe grondwet.

### Mexico (2010-2022)
Op 20 december 2009 stelde het Federaal District, Mexico-Stad, als eerste in het katholieke Latijns-Amerika, het huwelijk alsook adoptie open voor homokoppels. Nadat de wet in maart 2010 in werking trad, legaliseerden alle deelstaten van Mexico het homohuwelijk via wetgeving of gerechtelijke weg, achtereenvolgens: Quintana Roo, Coahuila de Zaragoza, Chihuahua, Nayarit, Jalisco, Campeche, Colima, Michoacán de Ocampo, Morelos, Chiapas, Puebla, Baja California, Oaxaca, Nuevo León, Aguascalientes, Hidalgo, San Luis Potosí, Baja California Sur, Tlaxcala, Sinaloa, Yucatán, Querétaro, Sonora, Zacatecas, Guanajuato, Veracruz, Durango,  Mexico (deelstaat), Tabasco, Guerrero en als laatste Tamaulipas op 27 oktober 2022.

### Andorra (2023)
Andorra kende sinds 2014 het geregistreerd partnerschap met dezelfde rechten als het huwelijk, inclusief adoptie. Op 10 maart 2020 diende de regering een wetsontwerp in om het verschil in benaming weg te werken en een volwaardig homohuwelijk te installeren. De deadline voor amendementen was 13 april 2022. De algemene raad en het parlement keurden op 21 juli 2022 het voorstel goed. Een van de co-prinsen van Andorra (de Franse president of de bisschop van Urgell in Catalonie) moest de wet bekrachtigen, waarna hij 6 maanden later in werking trad. Frans president Macron bekrachtigde de wet op 17 augustus 2022, deze trad dus op 17 februari 2023 in werking.

### Nepal (2023)
In 2008 vaardigde het hooggerechtshof van Nepal een aanbeveling uit aan de regering om het huwelijk via wetgeving open te stellen voor koppels van gelijk geslacht. Tussen 2009 en 2011 stelde de regering een ontwerptekst op, maar de onderhandelingen verliepen moeizaam, waardoor het homohuwelijk uiteindelijk geen deel uitmaakte van de nieuwe grondwet die in werking trad op 16 september 2015. Op 28 juni 2023 oordeelde het hooggerechtshof echter om het homohuwelijk toch in te voeren, ondanks het gebrek aan wettelijk kader. Uiteindelijk vaardigde de regering een richtlijn uit om het oordeel van het hooggerechtshof uit te voeren en trouwde het eerste homokoppel op 29 november 2023. 

### Estland (2024)
Estland kreeg na de verkiezingen in maart 2023 een progressieve regering onder leiding van premier Kaja Kallas. Zij beloofde zo snel mogelijk werk te maken van de openstelling van het huwelijk en voegde de daad bij het woord. In mei 2023 diende de regering een eerste voorstel in in het parlement, dat het op 22 mei 2023 goedkeurde. De finale goedkeuring (55 voor-34 tegen) volgde op 20 juni 2023 en de president ondertekende de wet op 27 juni 2023. De wet is van kracht sinds 1 januari 2024.

### Griekenland (2024)
In juni 2022 introduceerde oppositiepartij Siryza voor het eerst wetgeving in het Griekse parlement om het homohuwelijk in te voeren, maar zonder succes. Op 1 april 2023 pleitte Alexis Tsipras opnieuw voor de invoering van het homohuwelijk als zijn partij zou winnen in de verkiezingen in mei 2023, maar Syriza verloor deze verkiezingen. In juli 2023 kondigde eerste minister Kyriakos Mitsotakis van de Nea Dimokratia (ND) aan dat hij binnen zijn ambtstermijn het homohuwelijk zou legaliseren. Ondanks hevige tegenstand vanuit de Grieks-Orthodoxe Kerk, introduceerde ND op 1 februari 2024 de wet ter openstelling van het huwelijk in het parlement. Het parlement keurde op 15 februari deze wet definitief goed met 176 stemmen voor en 76 tegen.

### Liechtenstein (2025)
Liechtenstein voerde op 1 september 2011 het geregistreerd partnerschap in voor mensen van hetzelfde geslacht, na een referendum over de kwestie. De Landtag keurde in november 2022 een motie goed die de regering opriep om het huwelijk volledig open te stellen. Op 8 maart 2024 keurde het parlement een eerste lezing goed van het wetsvoorstel ter opening van het huwelijk voor partners van hetzelfde geslacht, gevolgd door een finale goedkeuring (24 voor-1 tegen) op 16 mei 2024. De wet trad in werking op 1 januari 2025.

### Thailand (2025)
In Thailand pleitte premier Srettha Thavisin sterk voor de invoering van het homohuwelijk. In november 2023 is een wetsvoorstel ter openstelling van het huwelijk ingediend in het parlement dat de steun genoot van zowel meerderheid als oppositie. Het Parlement keurde dit voorstel goed op 27 maart 2024 met een meerderheid van 400 tegen 10 stemmen. Op 18 juni volgde de Senaat deze goedkeuring met 130 tegen 4 stemmen.  De koning bekrachtigde de wetgeving op 24 september 2024, waardoor deze op 23 januari 2025 in werking trad.

## Wetsontwerpen en rechtspraak

### Europa

#### Tsjechië
Tsjechië voerde op 26 januari 2006 het geregistreerd partnerschap in, ondanks het veto van toenmalig president Václav Klaus. Op 15 maart 2006 herriep het Lagerhuis dit veto met een absolute meerderheid en op 1 juli 2006 trad de wet in werking. Sinds oktober 2016 kan adoptie van stiefkinderen binnen een geregistreerd partnerschap. In juni 2018 dienden 46 parlementsleden een voorstel in om het huwelijk open te stellen. De regering steunde dit op 22 juni 2018, maar het parlementaire debat bleef lang uit. Het parlement keurde uiteindelijk de eerste lezing goed op 29 juni 2023, waarna de wet besproken wordt in een bijzonder comité. Vervolgens moet het parlement een tweede keer stemmen over de (al dan niet) aangepaste versie van de wet en moeten ook de senaat en president ze nog goedkeuren.

### Latijns-Amerika

#### IACHR
In 2016 vroeg Costa Rica het Inter-Amerikaans Hof voor de Rechten van de Mens (IACHR) of het homohuwelijken moet erkennen en transgenders toestaan hun geslacht en naam aan te passen. Op 9 januari 2018 oordeelde het IACHR dat holebi- en transgenderrechten wettelijk gelijk moeten zijn aan die van hetero's, net als elke vorm van relatieregistratie, inclusief het huwelijk. De uitspraak is in principe bindend in elk land dat de Amerikaanse Mensenrechtenconventie ondertekende en vereist dat volgende landen het homohuwelijk invoeren: Barbados, Bolivia, Dominicaanse Republiek, Ecuador, El Salvador, Guatemala, Haïti, Honduras, Nicaragua, Panama, Paraguay, Peru, en Suriname. Omdat de uitspraak in veel lidstaten gevoelig ligt, temeer omdat enkelen homoseksualiteit bestraffen, adviseert het IACHR hen om de uitspraak te implementeren per tijdelijk decreet en later om te zetten in wetgeving. In Honduras, Panama, El Salvador en Peru lopen rechtszaken bij het Hooggerechtshof om de uitspraak van het IACHR te implementeren.

### Azië

#### Japan

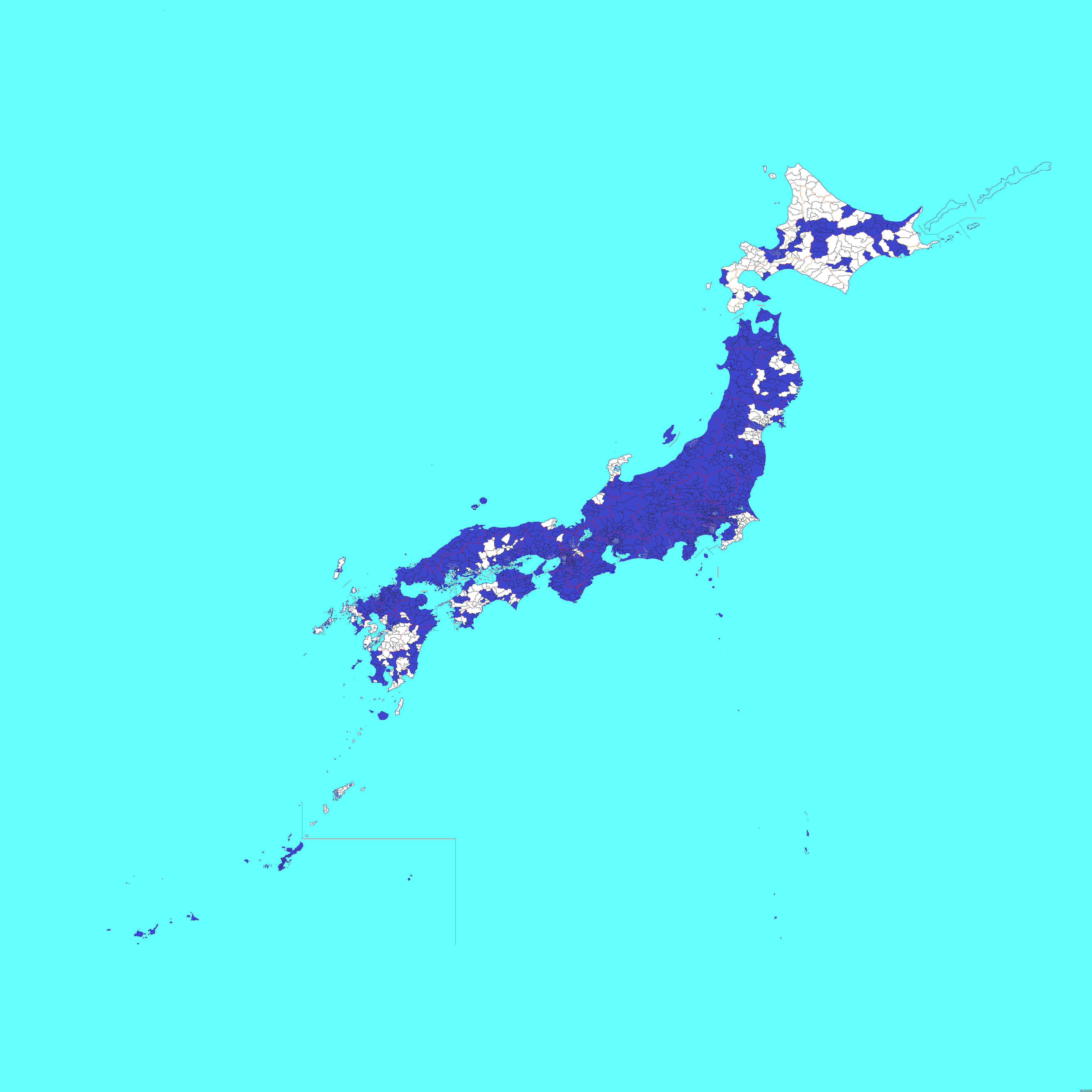
Beschikbaarheid samenlevingscertificaten in Japan

In Japan dienden oppositiepartijen op 3 juni 2019 gezamenlijk een wetsvoorstel in ter legalisatie van het homohuwelijk. De Conservatief Liberaaldemocratische regeringspartij is echter tegen het homohuwelijk. Sinds 2015 reiken steeds meer steden en 32 van de 47 prefecturen samenlevingscertificaten uit aan holebikoppels die een minimale erkenning van hun relatie bieden. Ze vertegenwoordigen meer dan 90% van de Japanse bevolking, maar de rechtskracht van de certificaten is beperkt en de centrale overheid erkent ze niet. De druk in Japan om het huwelijk open te stellen neemt toe, als enige land binnen de G7 zonder homohuwelijk.

#### India
In India lopen verscheidene verzoeken tot openstelling van het huwelijk voor personen van hetzelfde geslacht bij rechtbanken in verschillende deelstaten alsook het hooggerechtshof. De nationale regering pleit in deze zaken tegen de invoering van het homohuwelijk.